# Зіммерталь
Зіммерталь (нім. Simmertal) — громада в Німеччині, розташована в землі Рейнланд-Пфальц. Входить до складу району Бад-Кройцнах. Складова частина об'єднання громад Кірн-Ланд.
Площа — 8,08 км2. Населення становить 1876 ос. (станом на 31 грудня 2020).